# Middenbouw
De middenbouw is een benaming die wordt gebruikt voor de middelste leerjaren van het primair onderwijs in Nederland. Op de basisschool wordt de term middenbouw gebruikt om groep 3, 4 en 5 aan te duiden. Bij bepaalde schoolsystemen, zoals het montessorionderwijs, zitten leerlingen van meerdere leerjaren bij elkaar en vormen gezamenlijk de onder-, midden- of bovenbouw.